# Augusto Federico di Sassonia-Meiningen
Augusto Federico Carlo Guglielmo di Sassonia-Meiningen (Francoforte sul Meno, 19 novembre 1754 – Sonneberg, 21 luglio 1782) fu duca di Sassonia-Meiningen dal 1763 fino alla sua morte.

## Biografia

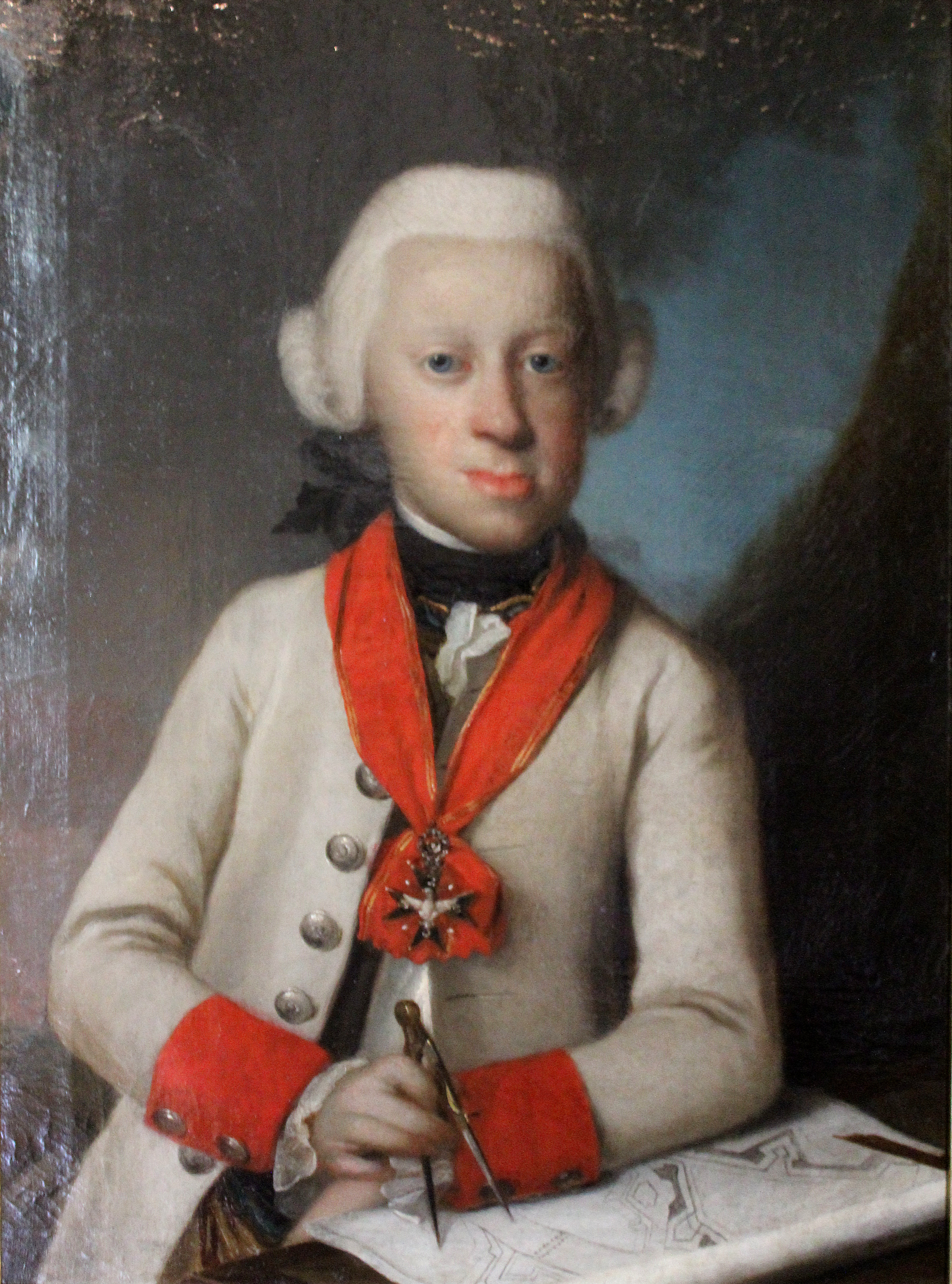
Il giovane Augusto Federico di Sassonia-Meiningen in un ritratto con un compasso a significare la sua passione per le scienze

Augusto Federico era il primo figlio di Antonio Ulrico di Sassonia-Meiningen e di sua moglie, Carlotta Amalia d'Assia-Philippsthal.
Succedette al padre nella reggenza del ducato di Sassonia-Meiningen nel 1763, quando aveva appena otto anni. Per questo, sua madre, la duchessa Carlotta Amalia, svolse il ruolo di reggente al posto del figlio, ruolo che terminò nel 1774. Nei primi anni di vita ebbe un'istruzione accurata all'insegna dell'Illuminismo e ben presto sviluppò uno spiccato interesse per le scienze e le arti. Compì diversi viaggi d'istruzione in Svizzera ed in Francia. A Francoforte sul Meno, dove viveva stabilmente il padre, ebbre modo d'incontrare Johann Wolfgang von Goethe col quale mantenne una corrispondenza personale.
Quando raggiunse la maggiore età nel 1775, ebbe modo di constatare personalmente come le casse dello stato fossero pesantemente indebitate, ma non mancò di promuovere una riforma dell'istruzione pubblica nel suo paese. Augusto Federico fu un membro della loggia massonica Charlotte zu den drei Nelken che egli stesso fondò nel 1776. Col fratello, inoltre, promosse la ristrutturazione del palazzo di Meiningen.
A Gedern il 5 giugno 1780 Augusto Federico sposò Luisa di Stoltberg-Gedern, figlia del principe Federico Carlo di Stolberg-Gedern da cui non ebbe figli.
Alla sua morte, gli succedette il fratello minore, Giorgio I di Sassonia-Meiningen.

## Ascendenza
|                                               |                              |                                                              | Genitori                                          |  |  | Nonni |  |  | Bisnonni                              |  |  | Trisnonni                   |  |
|                                               |                              |                                                              |                                                   |  |  |       |  |  | Ernesto I di Sassonia-Gotha-Altenburg |  |  | Giovanni di Sassonia-Weimar |  |
|                                               |                              |                                                              |                                                   |  |  |       |  |  | Ernesto I di Sassonia-Gotha-Altenburg |  |  | Giovanni di Sassonia-Weimar |  |
|                                               |                              | Dorotea Maria di Anhalt                                      |                                                   |  |  |       |  |  | Ernesto I di Sassonia-Gotha-Altenburg |  |  |                             |  |
| Bernardo I di Sassonia-Meiningen              |                              |                                                              |                                                   |  |  |       |  |  | Ernesto I di Sassonia-Gotha-Altenburg |  |  |                             |  |
|                                               |                              | Elisabetta Sofia di Sassonia-Altenburg                       | Giovanni Filippo di Sassonia-Altenburg            |  |  |       |  |  |                                       |  |  |                             |  |
|                                               |                              | Elisabetta Sofia di Sassonia-Altenburg                       | Giovanni Filippo di Sassonia-Altenburg            |  |  |       |  |  |                                       |  |  |                             |  |
|                                               |                              | Elisabetta Sofia di Sassonia-Altenburg                       | Elisabetta di Brunswick-Wolfenbüttel              |  |  |       |  |  |                                       |  |  |                             |  |
| Antonio Ulrico di Sassonia-Meiningen          |                              | Elisabetta Sofia di Sassonia-Altenburg                       |                                                   |  |  |       |  |  |                                       |  |  |                             |  |
|                                               |                              | Antonio Ulrico di Brunswick-Lüneburg                         | Augusto di Brunswick-Lüneburg                     |  |  |       |  |  |                                       |  |  |                             |  |
|                                               |                              | Antonio Ulrico di Brunswick-Lüneburg                         | Augusto di Brunswick-Lüneburg                     |  |  |       |  |  |                                       |  |  |                             |  |
|                                               |                              | Antonio Ulrico di Brunswick-Lüneburg                         | Dorotea di Anhalt-Zerbst                          |  |  |       |  |  |                                       |  |  |                             |  |
| Elisabetta Eleonora di Brunswick-Wolfenbüttel |                              | Antonio Ulrico di Brunswick-Lüneburg                         |                                                   |  |  |       |  |  |                                       |  |  |                             |  |
|                                               |                              | Elisabetta Giuliana di Schleswig-Holstein-Sonderburg-Norburg | Federico di Schleswig-Holstein-Sonderburg-Norburg |  |  |       |  |  |                                       |  |  |                             |  |
|                                               |                              | Elisabetta Giuliana di Schleswig-Holstein-Sonderburg-Norburg | Federico di Schleswig-Holstein-Sonderburg-Norburg |  |  |       |  |  |                                       |  |  |                             |  |
|                                               |                              | Elisabetta Giuliana di Schleswig-Holstein-Sonderburg-Norburg | Eleonora di Anhalt-Zerbst                         |  |  |       |  |  |                                       |  |  |                             |  |
| Augusto Federico di Sassonia-Meiningen        |                              | Elisabetta Giuliana di Schleswig-Holstein-Sonderburg-Norburg |                                                   |  |  |       |  |  |                                       |  |  |                             |  |
|                                               | Filippo d'Assia-Philippsthal | Guglielmo VI d'Assia-Kassel                                  |                                                   |  |  |       |  |  |                                       |  |  |                             |  |
|                                               | Filippo d'Assia-Philippsthal | Guglielmo VI d'Assia-Kassel                                  |                                                   |  |  |       |  |  |                                       |  |  |                             |  |
|                                               | Filippo d'Assia-Philippsthal | Edvige Sofia di Brandeburgo                                  |                                                   |  |  |       |  |  |                                       |  |  |                             |  |
| Carlo I d'Assia-Philippsthal                  | Filippo d'Assia-Philippsthal |                                                              |                                                   |  |  |       |  |  |                                       |  |  |                             |  |
|                                               |                              | Caterina Amalia di Solms-Laubach                             | Carlo Ottone di Solms-Laubach                     |  |  |       |  |  |                                       |  |  |                             |  |
|                                               |                              | Caterina Amalia di Solms-Laubach                             | Carlo Ottone di Solms-Laubach                     |  |  |       |  |  |                                       |  |  |                             |  |
|                                               |                              | Caterina Amalia di Solms-Laubach                             | Amöne Elisabeth di Bentheim-Steinfurt             |  |  |       |  |  |                                       |  |  |                             |  |
| Carlotta Amalia d'Assia-Philippsthal          |                              | Caterina Amalia di Solms-Laubach                             |                                                   |  |  |       |  |  |                                       |  |  |                             |  |
|                                               |                              | Giovanni Guglielmo di Sassonia-Eisenach                      | Giovanni Giorgio I di Sassonia-Eisenach           |  |  |       |  |  |                                       |  |  |                             |  |
|                                               |                              | Giovanni Guglielmo di Sassonia-Eisenach                      | Giovanni Giorgio I di Sassonia-Eisenach           |  |  |       |  |  |                                       |  |  |                             |  |
|                                               |                              | Giovanni Guglielmo di Sassonia-Eisenach                      | Giovannetta di Sayn-Wittgenstein                  |  |  |       |  |  |                                       |  |  |                             |  |
| Carolina Cristina di Sassonia-Eisenach        |                              | Giovanni Guglielmo di Sassonia-Eisenach                      |                                                   |  |  |       |  |  |                                       |  |  |                             |  |
|                                               |                              | Cristina Giuliana di Baden-Durlach                           | Carlo Gustavo di Baden-Durlach                    |  |  |       |  |  |                                       |  |  |                             |  |
|                                               |                              | Cristina Giuliana di Baden-Durlach                           | Carlo Gustavo di Baden-Durlach                    |  |  |       |  |  |                                       |  |  |                             |  |
|                                               |                              | Cristina Giuliana di Baden-Durlach                           | Anna Sofia di Brunswick-Wolfenbüttel              |  |  |       |  |  |                                       |  |  |                             |  |
|                                               |                              | Cristina Giuliana di Baden-Durlach                           |                                                   |  |  |       |  |  |                                       |  |  |                             |  |